# Georges Vitoux
Pour les articles homonymes, voir Vitoux.
Georges Lucien Léon Vitoux, né le 2 janvier 1862 à Abbeville et mort le 23 février 1933 dans le 12e arrondissement de Paris, est un journaliste français, rédacteur à La Nature et médecin.

## Biographie
Georges Vitoux, journaliste à L'Année scientifique, à La Presse médicale, et à la célèbre revue scientifique La Nature, obtient son diplôme de médecin à l'âge de 41 ans. 
Auteur de livres à mi-chemin de la science et de l'ésotérisme,  il est membre de l'Ordre de la Rose-Croix Catholique et Esthétique du Temple et du Graal et martiniste.
Pamphlétaire antisémite  dans L'Agonie d'Israël, il évolua politiquement et soutiendra les dreyfusards. Il s'essaya à l’écriture de courtes pièces de théâtre en un acte qui seront jouées en «lever de rideau» au théâtre de l’Odéon à Paris. 
En 1906, Georges Vitoux  épouse Henriette (1877-1933), une enseignante, de 17 ans sa cadette. Le couple aura un fils Pierre, journaliste lui-même et père de l'académicien Frédéric Vitoux.

## Œuvres
- L'Auvergne artistique et littéraire, Paris, 1888
- L'agonie d'Israël, éditions Savine, 1891
- L'occultisme scientifique, Paris, 1891
- La photographie du mouvement, Chronophotographie, Kinétoscope, Cinématographe, éditions Chamuel, 1896
- Les Rayons X et la photographie de l'invisible, 1896 (Lire en ligne)
- Dans les coulisses de l'au-delà, éditions Chamuel, 1901
- Le théâtre de l'avenir, aménagement général, mise en scène, trucs, machinerie, etc., éditions Schleicher, 1903